# Chanh Ichang
Shangjuan, hay chanh Ichang (Citrus ichangensis × C. maxima), là một loại trái cây và cây có múi chịu được lạnh có nguồn gốc từ Đông Á.
Theo một số người, đó là sự đặt cược tốt nhất dành cho loài cam quýt chịu lạnh này với trái cây ăn được. Nó được cho là lai của bưởi và Ichang popeda và do đó cũng có thể được gọi là bưởi Ichang.

## Miêu tả
Shangjuan tạo thành một loại cây bụi hoặc một cây nhỏ, thường có gai. Lá đáng chú ý khi có một cuống lá lớn, giống như lá chanh Thái và Ichang popeda liên quan, và có mùi thơm. Trái cây lớn có hương vị giống như hỗn hợp giữa chanh và bưởi, và đôi khi được sử dụng thay thế cho những loại trái cây đó. Giống như các loại quả có múi khác có tổ tiên là C. ichangensis, shangjuan, chúng tương đối chịu lạnh.
Quả trông hơi giống quả bưởi, và có thể có màu vàng nhạt hoặc xanh tùy thuộc vào mức độ chín. Quả Shangjuan, rất thơm, có thể to bằng quả bưởi (tối đa 10 cm hoặc lớn hơn).